# 浜松プラザ
浜松プラザ（はままつプラザ）は、静岡県浜松市中央区上西町に所在するショッピングセンターである。

## 歴史・概要
トーメンの子会社であるトーメン都市開発が、東棉紡績浜松工場跡地約10万m2を再開発し、ダイエーとイトーヨーカ堂の総合スーパー2店舗のほかゼビオと赤ちゃん本舗の大型店が同居する大規模な郊外型ショッピングセンターを開発する計画を立て、1998年（平成10年）10月に静岡県へ大規模小売店舗法の3条届出を行ったことが始まりである。
この計画では、店舗面積約73,052m2という大規模なものであった。
この計画は、1999年（平成11年）3月には通商産業局へ大規模小売店舗法の5条届出を行ったのを受けて大規模店舗審議会関東審議部会に諮問され、同年4月8日に消費者・小売業者・学識経験者などからの意見を聞く公聴会を開き、地元の浜松商工会議所に依頼した調整の最終手続きに当たる「意見集約」が完了し、同年10月下旬にも結審する方向で手続きが進んだ。
ところが、ダイエーの経営が悪化し1999年（平成11年）6月に出店を取りやめたため、この計画は修正されることになった。
ダイエー以外の3社が予定通り出店し、2000年（平成12年）11月30日に開業した。
2001年（平成13年）8月31日に浜松宮竹サティが撤退した。
その後、浜松宮竹サティの店舗跡を組み込み、2004年（平成16年）11月にフレスポ棟を増設するなど拡張を進め、合計の店舗面積は51,394m2となった。
国道152号に近接して広い平面駐車場を有することを強みに浜松市内の郊外型大型ショッピングセンターの草分けとして開業当初は高い集客力を持ち、核店舗だったイトーヨーカ堂浜松宮竹店は最盛期の2003年（平成15年）度には売上高は100億円強を上げた。
しかし、近隣に2005年（平成17年）6月24日に開業のイオン浜松市野ショッピングセンター（現・イオンモール浜松市野）など商圏内への競合店の進出が相次いで売り上げが低迷するようになり、イトーヨーカ堂浜松宮竹店は2015年（平成27年）1月18日に閉店した。また2015年4月時点で、ウエスト棟も完全に閉鎖された状態であった。（現在は後述の通り他企業が入店。）
当施設は、トーメンの子会社であるトーメン都市開発が開発し、当初は同社が所有していた。
しかし、その後所有権は移転され、「ジョイントリート投資法人」）と大和工商リース（現・大和リース）となった。
2009年（平成21年）5月にジョイントリートのスポンサーである「ジョイント・コーポレーション」が経営破綻したため、2010年（平成22年）2月に代わりに積水ハウスとスプリング・インベストメントの 2 社がスポンサーとなったことから同法人は「積水ハウス・SI投資法人」に名称変更され、積水ハウスグループが管理・運営するようになった。2012年（平成24年）3月30日にイーストの51%とウエストを、2013年（平成25年）9月30日にイーストの残り49%を積水ハウスに売却した。
2021年（令和3年）6月、東海道リート投資法人により、イーストのゼビオ棟、赤ちゃん本舗棟、管理棟の建物とその敷地、ウエストの底地（いずれも信託受益権）が取得された。
なお、信託受益権の管理者としての所有権者のUFJ信託銀行も経営再編しており、三菱UFJ信託銀行となった。

## 年表
- 1998年（平成10年）10月 - 静岡県へ大規模小売店舗法の3条届出を提出[13]。
- 1999年（平成11年）
  - 3月 - 通商産業局へ大規模小売店舗法の5条届出を行ったのを受けて大規模店舗審議会関東審議部会に諮問[14]。
  - 4月8日 - 消費者・小売業者・学識経験者などからの意見を聞く公聴会を開催[14]。
  - 6月 - ダイエーの経営が悪化し、出店を撤回[12][15]。
  - 10月下旬 - 当初の結審予定[12]。
- 2000年（平成12年）11月30日 - 開業[2][3]。
- 2001年（平成13年）8月31日 - 西側隣接地所在の宮竹サティが撤退[16]（旧ニチイ浜松宮竹店）。
- 2004年（平成16年）11月 - フレスポ棟を増設して合計の店舗面積は51,394m2となる[11]。
- 2009年（平成21年）5月 - 「ジョイント・リート投資法人」のスポンサーである「ジョイント・コーボレーション」が経営破綻[8]。
- 2010年（平成22年）
  - 2月 - 積水ハウスとスプリング・インベストメントの2社がスポンサーとなったことから「ジョイント・リート投資法人」は「積水ハウス・SI投資法人」に名称変更され[8]、積水ハウスグループが管理・運営するようになる[10]。
  - 11月20日 - ボウリング場「T・Tボウル浜松プラザウエスト」が開業[22]。
- 2015年（平成27年）1月18日 - イトーヨーカドー浜松宮竹店が閉店[18]。
- 2017年（平成29年）9月1日 - イトーヨーカドー跡地に、コストコ浜松倉庫店が開店。
- 2017年（平成29年）終盤 - ウエスト棟の解体工事が始まる。
- 2018年（平成30年）9月 - ウエスト棟跡地に、ユニクロ、GU、ABCマート、モンベルが相次いで開店[23]。

## 店舗
出店店舗全店の一覧・詳細情報は公式サイトを参照。
イースト
- アカチャンホンポ:3,600m2[4][1]
- ゼビオ:5,940m2[4][1]
- コストコ浜松倉庫店
- HAMAPLAフレスポ - マルチテナント（サイゼリヤ、セリア等）

ウエスト
- ゼクシス
- ユニクロ、ジーユー
- ABCマート
- モンベル

### 閉店した主なテナント
- イトーヨーカドー 浜松宮竹店:18,360m2[4][1]→約22,000m2（閉店時）[24][25]。

（2000年（平成12年）11月30日開店 - 2015年（平成27年）1月18日閉店）
- ニトリ:5,940m2

## 交通
- 東名高速道路浜松インターチェンジより車で約15分。
  - 無料駐車場が3,000台分設置されている。
- 遠鉄バス - 75 76 笠井線浜松プラザバス停下車すぐ。ほかにも73 笠井線・77 78 蒲線浜松プラザ北バス停がある。

「ウエスト」と「イースト」は公道によって分断されているが、自動車で往来が可能な地下道が設けられている。

## 周辺SC
- イオンモール浜松市野
- ピーワンプラザ天王
- ららぽーと磐田
- サンストリート浜北
- プレ葉ウォーク浜北